# 경례

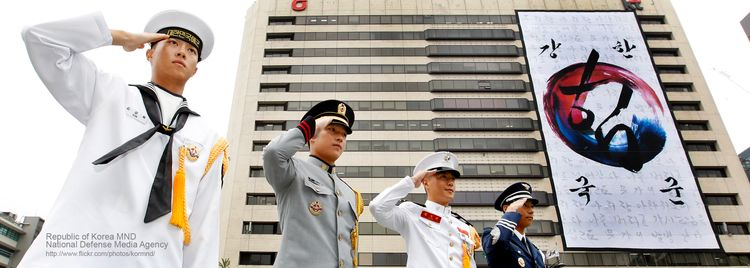
거수경례하는 대한민국 국군 의장대

경례(敬禮, 영어: salute)는 상대방 또는 대상에게 경의를 표하기 위해 사용하는 동작이다. 초기에는 군대에서만 사용하였으나 점차 경찰, 소방공무원으로 확대되었으며, 한국철도공사 등 일반 민간조직에서도 사용되고 있다. 
경례는 국가에 대한 충성의 표시 또는 조직원 상호간의 복종 및 전우애의 표시로 행하는 예의로, 항상 성의를 가지고 단정하게 실시하여야 한다. 

## 기원

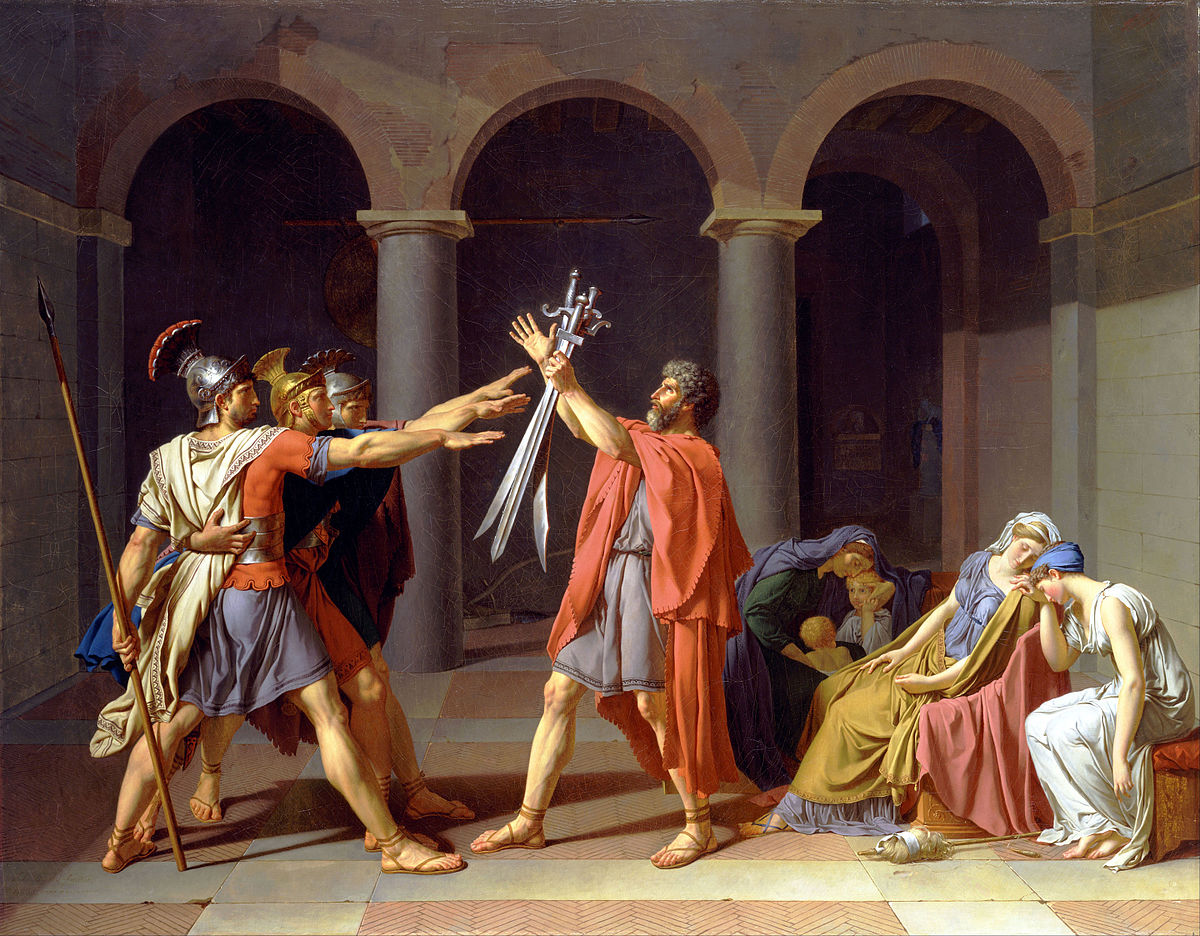
호라티우스 형제의 맹세에서 볼 수 있는 로마식 경례 (자크 루이 다비드, 1784년)

경례의 기원은 정확히 알려진 바가 없다. 일반적으로 알려져 있는 설은 고대 로마시대에서 유래했다는 설이다. 로마식 경례(Roman salute)로 불리는 이 경례는 팔을 전방으로 펴고 손바닥이 아래로 가게 하는 방식이다. 고대 로마의 시민들이 공무원을 만나기 위해 그들을 방문하면 우선적으로 '내게는 무기가 없습니다.'라는 정보를 알려야 했는데, 이 때 고안된 비언어적 표현이 로마식 경례라는 것이다. 로마식 경례는 1930년대에 국가사회주의 독일 노동자당(나치당)과 나치 독일에서 경례 방식으로 채택되어 다시 사용되기도 하였다.
로마식 경례 이외에도 여러 가설이 존재하는데, 그 중 또다른 하나는 중세 유럽 기사들의 전통에서 유래했다는 설이다. 상대 기사와 마주쳤을 때, 헬멧의 바이저를 들어올리는데서 경례문화가 유래했다고 한다. 영국 육군이 손바닥을 펼쳐 보이는 경례를 하는 것도 바로 이런 이유에서 찾기도 한다. 그러나 영국 육군과는 반대로 세계 여러 나라는 손바닥이 보이지 않는 경례를 한다. 그것은 영국 해군의 영향이 크다는 설이 있다. 함선 생활을 하다보면 손바닥이 쉽게 더러워졌기에 손바닥이 보이지 않게 경례를 했는데, 영국 해군이 식민지 정책으로 세계로 퍼지는 과정에서 이 경례 방식이 여러 국가 군대에 적용되었다는 것이다.
이후 여러 국가의 군대에서 다양한 종류의 경례 방식이 고안되어 지금의 경례 문화가 형성되었다.

## 대한민국의 경례 방식

### 거수 경례

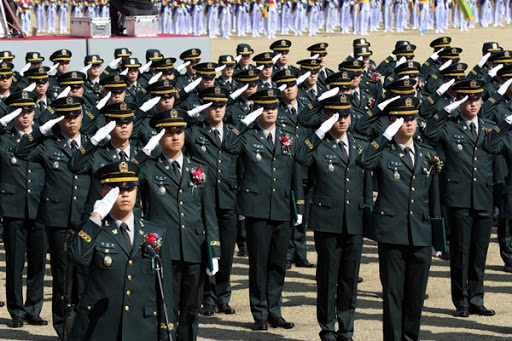
육군사관학교 제 76기 졸업 및 임관식에서 신임 장교들이 거수경례를 하는 모습

일반적으로 '경례'하면 가장 많이 떠올리는 경례 방식이다. 거수 경례의 올바른 방법은 다음과 같다. 먼저 어깨에서 팔꿈치까지는 정면을 향해 60도를 유지해야 하고, 오른손 검지는 눈썹 끝부분에 위치시켜야 한다. 모자를 썼을 경우, 앞창의 4분의 1 지점에, 안경 착용 시에는 안경 우상단 끝부분에 붙여야 한다. 모자를 쓰지 않고 안경도 착용하지 않은 경우에는 오른쪽 눈썹 끝부분에 중지를 붙여야 한다. 이 때, 손등과 손바닥이 경례를 받는 사람에게 보이지 않게 유지시켜야 한다. 오른손은 최단거리로 신속히 올리고 내려야 한다.
거수 경례를 할 때 육군에서는 "충성", 해군 및 해병대에서는 "필승", 공군에서는 "필승" 또는 "선진"(먼저 선, 나아갈 진으로 육•해군보다 먼저 나아가자는 의미, 주로 장교가 외침)이라는 구호를 외친다. 구호는 조직별로 다르게 정할 수 있다.

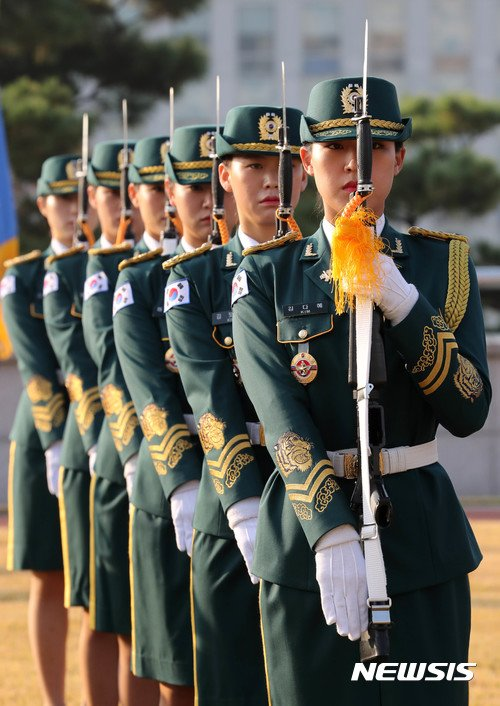
2017년 10월 27일, 서울 용산구 합동참모본부에서 국방부 의장대 여군들이 받들어 총을 하는 모습

### 받들어 총
소총을 휴대했을 경우 실시하는 경례. "받들어 총!"이라는 구령과 함께 소총의 총열덮개 부분을 왼손으로 쥐고 개머리판 부분에 오른손을 거수경례 때처럼 편 채로 붙여준다. 이 때 총구가 시선 앞에 위치해야 한다. 거수경례 때와 마찬가지로 구호를 함께 붙여주면서 실시한다.
받들어 총은 대상에게 하는 경례 이외에 국기에 대한 경례에도 사용된다. 차이점은 대상에게 하는 경례에는 "충성" 등의 구호를 대지만 국기에 대한 경례에는 구호를 붙이지 않는다.

### 받들어 칼(예도경례)

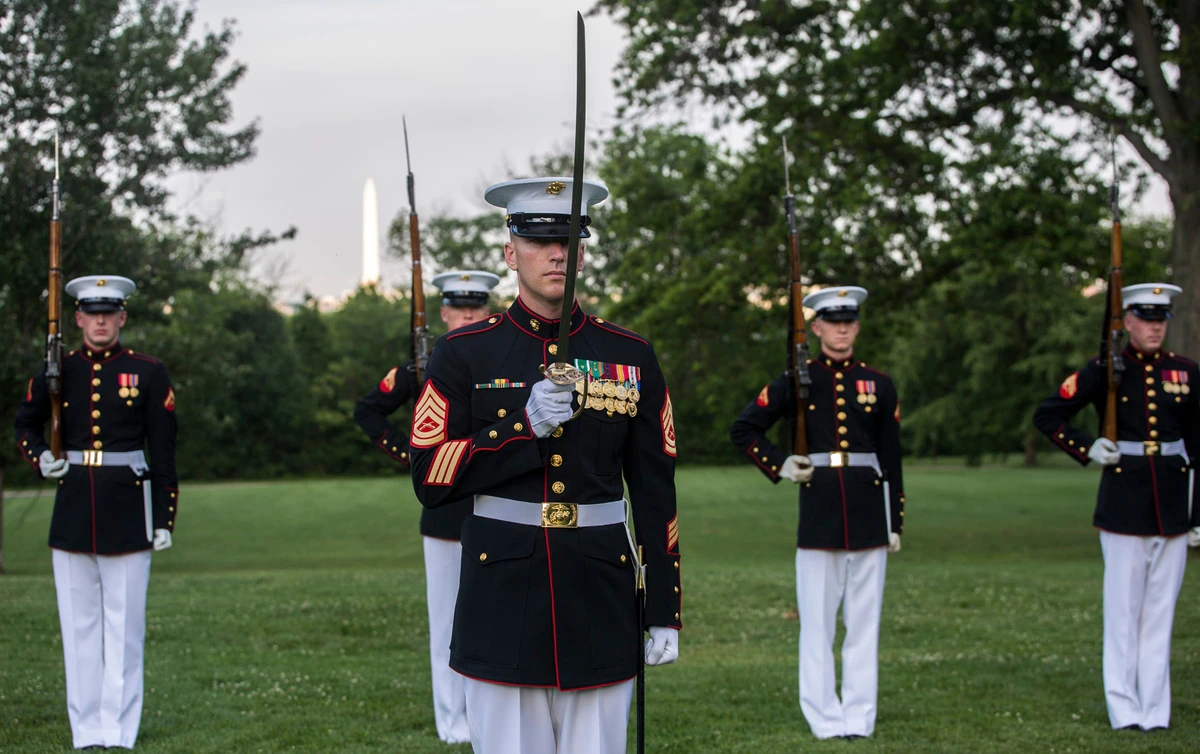
2017년 7월 27일, 미 해병대 장병이 예도경례를 실시하고 있다.

예도 경례는 과거 유럽 군대에서 사용해 오던 군대 문화에서 유래되었다. 예도 경례 문화는 세계 여러 나라로 퍼져 나가 이제는 대한민국 군 공식 행사에서 지휘관 및 주요 장교들이 예도를 휴대하는 것이 원칙이 되었다. 예도를 들고 있을 때는 예도경례를 해야 하는데 예도경례란, "받들어 칼!"이라는 구령과 함께 오른손으로 칼을 들어 목까지 올린 후, 칼끝이 오른쪽 바닥을 향하게 30도 정도 내리는 것을 의미한다. 이 때 칼날은 왼쪽을 향해야 한다. 

### 주목 경례
주로 행진이나 열병을 할 때 실시하는 경례 방식으로, 지휘자의 "우로 봐!"라는 구호에 고개를 오른쪽으로 45도 정도 돌리는 경례이다. 주목 경례는 주로 국군의 날, 독립기념일, 열병식 등에서 시행된다. 군의 사열을 받을 정도의 지위에 있는 임석상관에게 실시하는 경례로 경례 방식 중 가장 높은 예우를 의미한다.

### 함내 경례
해군에서만 사용하는 독특한 경례 방식. 이는 함선 안에서 상관을 마주쳤을 때 실시하는 경례로, 특징은 기존 거수경례에서 오른팔을 몸쪽으로 붙이는 데에 있다. 이 경례는 복도가 좁은 함선의 특징을 반영한 경례 방식으로 대한민국 해군 뿐만 아니라 미국 해군, 일본 해상자위대, 영국 해군, 프랑스 해군, 이탈리아 해군, 러시아 해군 등 세계 여러 해군에서 사용되고 있다.

### 예포

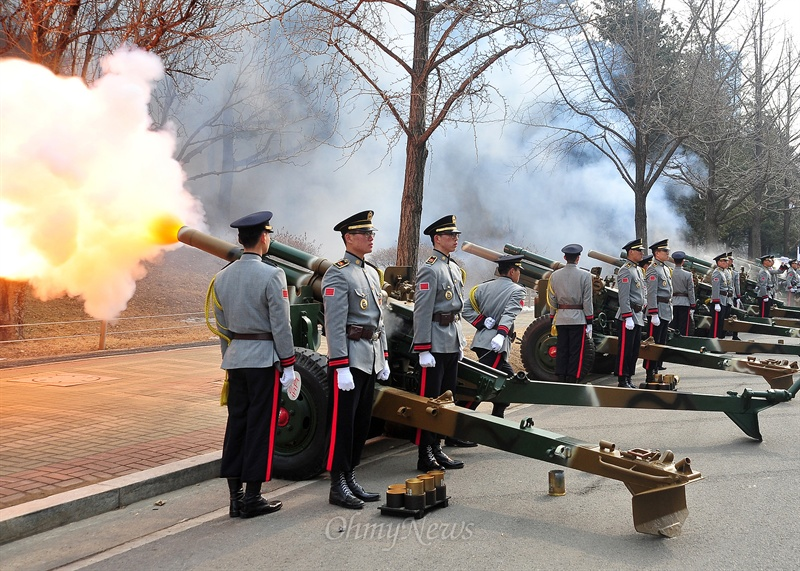
2013년 2월 25일, 여의도 국회에서 박근혜 대통령 취임 기념 예포를 발사하고 있다.

의전행사에서, 군대나 군함이 일정수의 공포탄을 발사하여 상대에 대한 경의를 표하는 방법. 예포는 각 관직에 따라 11발에서 21발까지 발사 수가 다르다. 직급별 발사 수는 군예식령 예우표에 따라 다음과 같이 규정되어 있다.
| 직급 | 발사 예포 수 |
| 전현직 대통령, 외국 원수                                                                                | 21발         |
| 국회의장, 대법원장, 국무총리, 국방부장관, 국무위원, 합참의장, 각군 총장, 그 외 대장급 장성, 외국 부통령 | 19발         |
| 국회상임위원회 위원장, 국방부차관, 그 외 중장급 장성                                                    | 17발         |
| 소장급 장성                                                                                             | 15발         |
| 준장급 장성                                                                                             | 13발         |
| 대리대사, 총영사                                                                                        | 11발         |

대한민국 군은 현충일과 국군의 날 행사 시, 국빈 공식 방문, 대통령 서거, 군단장급 이상 지휘관의 이·취임식, 국방부장관·각 군 참모총장의 특별 지시가 있을 시에 예포를 발사하도록 규정하고 있다.

## 경례 대상
대상에게 하는 경례의 대표적 예는 국기에 대한 경례이다. 많은 국가들이 애국심을 고취시키고 국민들의 소속감을 강화하기 위해 국기에 대한 경례의식을 실시하고 있다.

대한민국 군인의 경우 직책상 상급자 뿐만 아니라 특별한 관계가 있는 사람에게 공식적으로 경례를 하는 경우도 있다. 대한민국 군예식령에서 정의하는 군인의 경례 대상은 다음과 같다. 
대한민국 군예식령 제 8조(경례대상자) 군인은 다음 각호에 해당하는 자에 대하여 경례를 하여야 한다.
1. 대통령
2. 국무총리
3. 국방부장관 및 국방부차관
4. 상급자인 국군장교, 준사관, 부사관 및 분대장 신분인 병
5. 공식방문중인 국내외귀빈으로서 별표 제1호에 의한 의장례의 수례자격을 가진 자
6. 상급자인 우방국의 장교
7. 기타 장관과 육 · 해 · 공군 참모총장(이하 "각군참모총장"이라 한다)이 특별히 지정한 자

## 국가별 경례 방식

### 영국

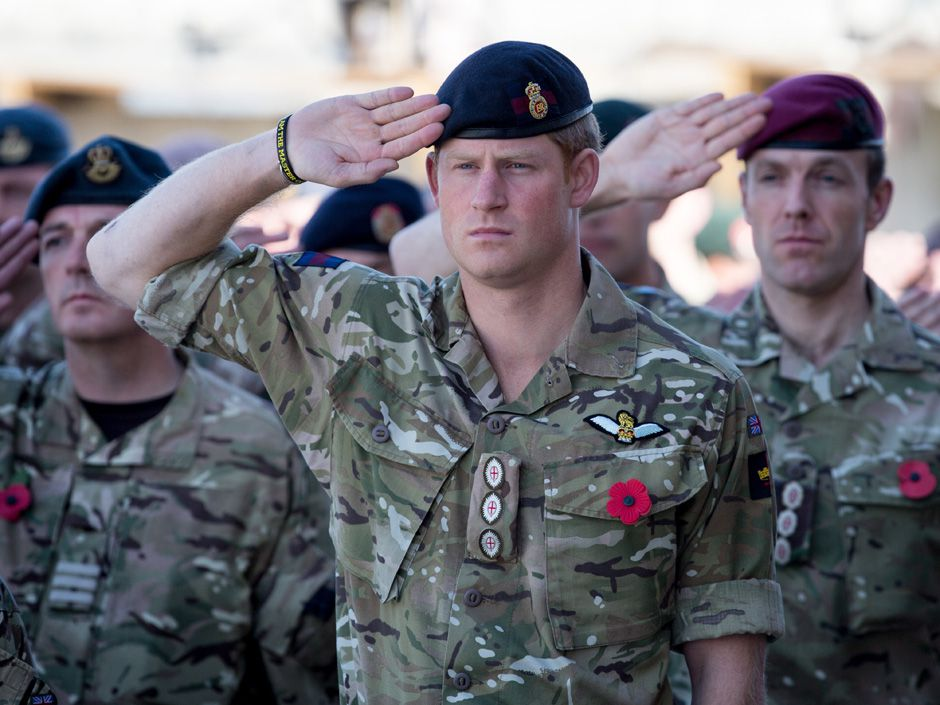
2015년 3월 27일, 영국의 해리 왕자가 육군 대위로서 경례를 하고 있다.

#### 영국 육군
1917년부터, 영국 육군의 경례 방식은 오른손 손바닥이 앞으로 보이게 하여 검지가 오른쪽 눈썹에 닿게 실시해왔다. 영국 육군의 경례에는 엘리자베스 2세 여왕에 대해 헌신하자는 의미가 담겨있다. 영국 육군은 모자를 벗고 있을 때는 경례하지 않는 것을 원칙으로 하지만 Blues and Royals 기병 연대는 예외적으로 모자를 벗고 있을 때 경례할 수 있다. 이는 1760년, 바르부르크 전투를 치르는 과정에서 모자와 가발을 잃어버린 장교가 많았기에 생긴 문화이다.

#### 영국 왕립 공군
영국 공군은 육군과 동일한 형태의 경례 방식을 사용한다. 영국 공군은 오로지 엘리자베스 2세 여왕에게만 실시한다. 즉, 상관에게 하는 경례는 그 상관이 여왕을 수호하는 업무를 하고 있다는 의미이다. 

#### 영국 왕립 해군

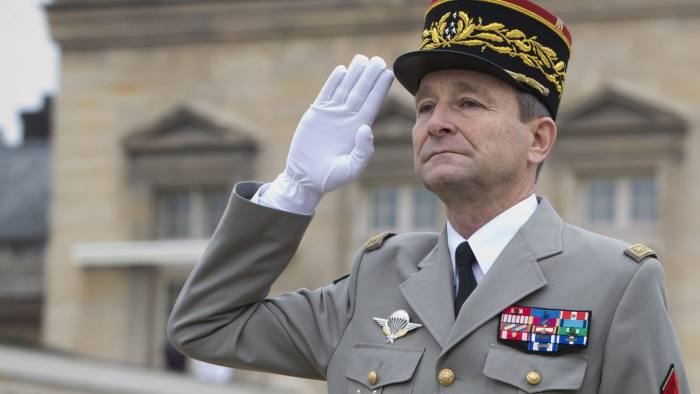
2017년 7월 20일, 프랑스의 육군참모총장, 피에르 드 빌리에 장군이 경례를 하고 있다.

영국 해군은 육군, 공군과는 다른 경례 방식을 사용한다. 영국 해군은 손바닥이 아래로 향하는 경례 방식을 사용하는데, 이는 배에서 근무하다보면 손이 쉽게 더러워지기에 더러운 손을 보이지 않게 하는 데에서 유래했다고 한다.

### 프랑스
영국 육군과 유사하게 모자를 벗고 있을 때는 경례하지 않고, 무기를 휴대하고 있을 때도 경례하지 않는다. 프랑스 또한 손바닥이 보이게 경례하는데, 오른팔이 머리에 수직으로 붙는 영국 경례와는 달리 45도 정도로 붙이는 것이 규정이다. 프랑스 경례는 중세 유럽의 기사들이 본인의 바이저를 들어올려 서로의 얼굴을 확인하던 문화에서 유래되었다.

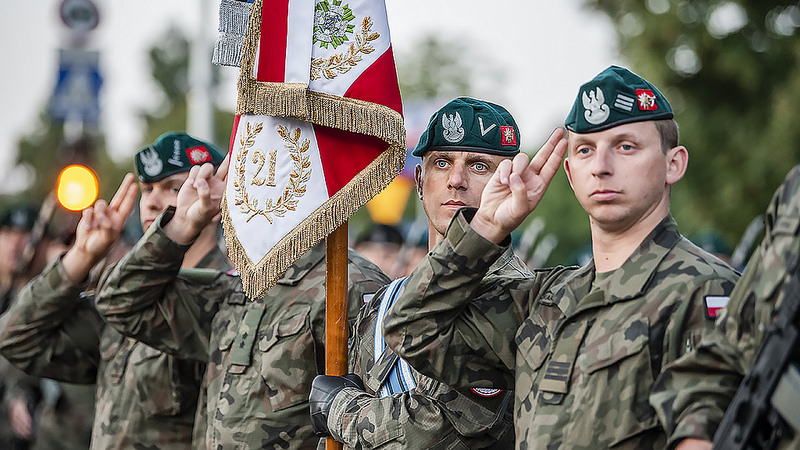
폴란드군의 경례 방식

### 폴란드
폴란드 군은 독특하게 두 손가락으로 경례를 한다. 또한, 폴란드의 상징인 독수리가 새겨진 모자를 착용한 경우에만 경례를 한다. 손바닥은 전방을 향하고 검지와 중지를 제외한 나머지 손가락은 접어준다. 검지와 중지 두개의 손가락은 조국과 명예를 상징한다. 이는 1830년, 러시아의 폭정에 대항해 일어난 봉기 중 발생한 전투에서 포탄에 맞아 세 손가락을 잃은 폴란드군 병사가 남은 두 개의 손가락으로 경례를 한 것에서 유래되었다. 

### 미국
미국 군의 경례 방식은 영국 해군의 경례방식에서 매우 큰 영향을 받았다. 과거 영국연방이 전 세계에 퍼져있었고, 이후 미국이 세계 최강대국으로 성장하면서 현재 대부분의 국가들은 영국 해군과 미국 군이 사용하는 경례 방식을 채택한 상황이다. 현재 대한민국 군이 채택하고 있는 경례 방식도 미국 군의 경례 방식과 매우 유사하다. 미국 육군은 모자를 쓰고 있을 때 쓰고 있지 않을 때를 구분하지 않고 경례한다. 하지만 미국 해군, 해병대와 해안경비대는 모자를 쓰고 있지 않을 때 경례하지 않는다. 또한, 병사가 장교와 부사관에게 경례하는 대한민국 국군과는 달리 미국군의 병사는 부사관에게 경례하지 않고, 장교에게만 경례하는 것을 원칙으로 하며, 부사관 중 최고 계급인 주임원사에게도 경례하지 않는다고 한다. 그 이유는 미군의 부사관이 병사 계급의 연장선으로 인식되기 때문이다.

##### 명예 훈장(영어: Medal of Honor)

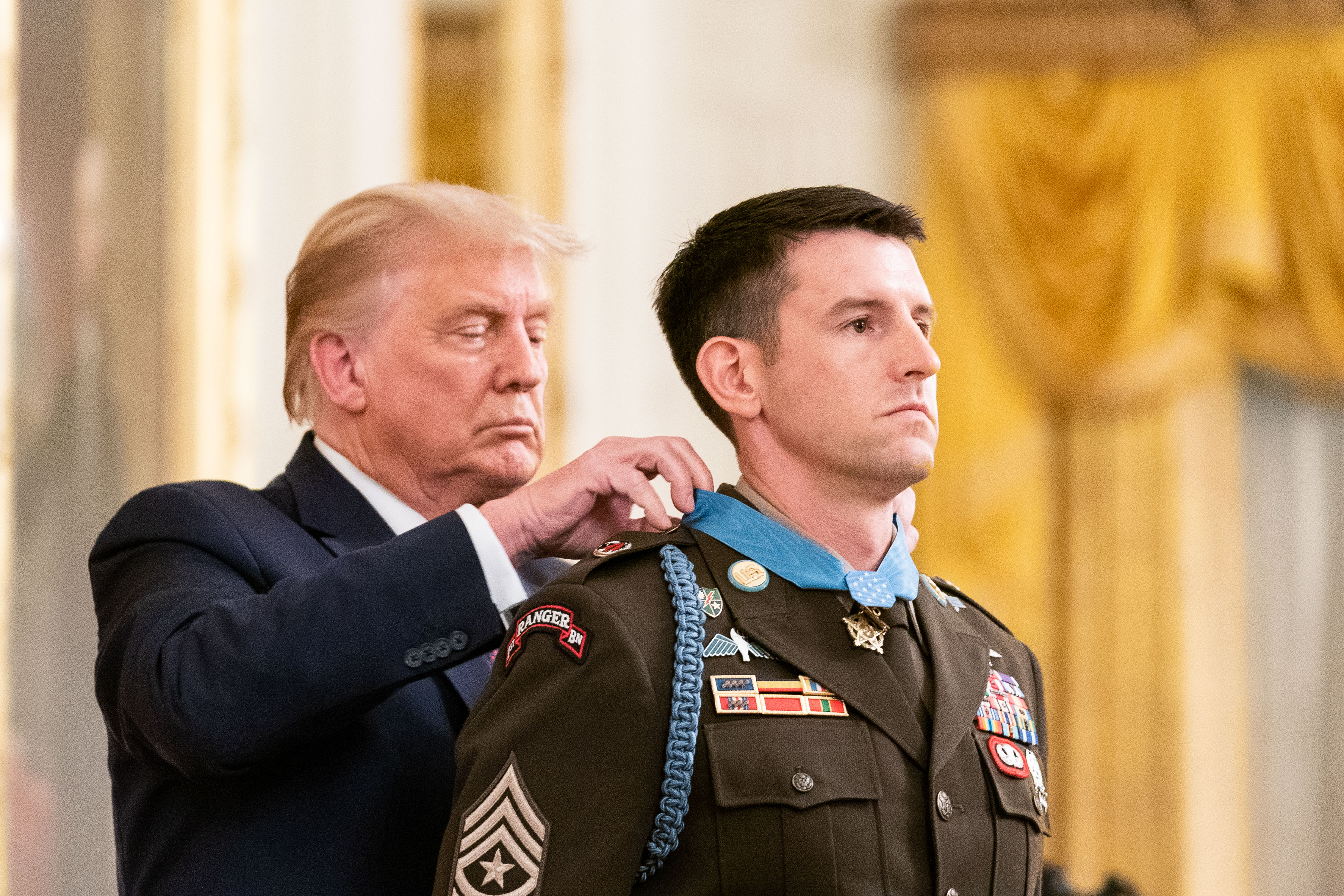
2020년 9월 11일, 백악관에서 토마스 P. 페인 원사가 명예 훈장을 수여 받고 있다.

미국에서 명예 훈장 수훈자가 되면 받게 되는 특혜 중에는 경례에 관한 항목이 있다. 대통령, 상원의원, 장군을 포함한 상급자가 명예 훈장 수훈자에게 먼저 거수경례하는 것이다. 이는 전투에서 지대한 공을 세우고 타인의 귀감이 된 수훈자에게 표하는 존경의 의미를 담고 있다.

## 같이 보기
- 대한민국 육군
- 대한민국 해군
- 대한민국 공군